# Sphaerotheca rolandae
Sphaerotheca rolandae is een kikkersoort uit het geslacht Sphaerotheca in de familie van de Dicroglossidae.
De wetenschappelijke naam werd voor het eerst geldig gepubliceerd in 1983 door Alain Dubois, die ze beschreef als een nieuwe ondersoort rolandae van Rana breviceps. Later heeft Dubois er de status van soort aan verleend.
De soort komt voor in Sri Lanka en zuidelijk en oostelijk India, van zeeniveau tot 200 meter hierboven. De volwassen dieren houden zich op in losse grond in droge bossen, kreupelhout of landbouwgrond, en kunnen aangetroffen worden in zandhopen en scheuren in modder. Ze paren in tijdelijke poelen die gedurende het moessonseizoen ontstaan.